# Trekvogelreservaten langs de kust van de Gele Zee en de Golf van Bohai
De Trekvogelreservaten langs de kust van de Gele Zee en de Golf van Bohai zijn in 2019 tijdens de 43e sessie van de UNESCO Commissie voor het Werelderfgoed erkend als natuurerfgoedsite. De Chinese werelderfgoedsite omvat gebieden langs de kust van de Gele Zee en de Golf van Bohai.
De site betreft een mediolitoraal waddengebied dat als het grootste ter wereld wordt beschouwd. Deze wadden, maar ook moerassen en zandbanken, zijn uitzonderlijk productief en dienen als groeigebied voor vele soorten vis en schaaldieren. De intergetijdengebieden van de Gele Zee en de Golf van Bohai zijn van wereldwijd belang voor het verzamelen van vele soorten trekvogels die gebruik maken van de Oost-Aziatische-Australasische vliegroute. Grote bijeenkomsten van vogels, waaronder enkele van 's werelds meest bedreigde soorten, zijn afhankelijk van de kustlijn als tussenstop om te ruien, te rusten, te overwinteren of te nestelen.
De aanvraag voor de inscriptie van de te beschermen gebieden in het werelderfgoed wordt in meerdere fasen ingediend. De eerste fase van de aanvraag (met twee sites, gelegen in de provincie Jiangsu) was succesvol in 2019. De tweede fase van de aanvraag (met tien bijkomende sites, in Chongming in de stadsprovincie Shanghai en in de provincies Shandong en Hebei) werd erkend in 2024 tijdens de 46e sessie. De Chinese overheid plant nog verdere fases voor zeventien gebieden in de provincie Liaoning.
De vogelreservaten omvatten de waddenzee aan de Gele Zeekust en de Golf van Bohai. De sedimenten van de Waddenzee zijn afkomstig van de grote Chinese rivieren zoals de Gele Rivier, de Yangtze, de Yalu, de Liao He en de Hai He.
De delen van de waddenzee meegenomen in de eerste erkenningsfase van het werelderfgoedgebied liggen in de arrondissementen en districten Sheyang, Tinghu, Dafeng en Dongtai van de stadsprefectuur Yancheng in de Chinese provincie Jiangsu en omvatten verschillende natuurreservaten. Het is het grootste getijdengebied aan de westkust van de Stille Oceaan. De waddenzee in haar huidige omvang werd voornamelijk gevormd vóór 1855, toen de Gele Rivier zijn koers en bedding verplaatste naar het noorden.
De eerste fase betrof dus twee sites aan de kusten van de Gele Zee, in de tweede fase werd de cirkel noordwaarts gevolgd en is de meerderheid van de sites gelegen aan de Bohaizee. De twee zones hebben andere kenmerken, waaronder een verschil in gemiddelde diepte, maar ook de hoeveelheden sediment die met de grote rivieren mee in de betrokken zeeën worden afgezet.
| Werelderfgoed-ID | Omschrijving                                                   | Coördinaten                     | Beschermde zone | Bufferzone   |
| ---------------- | -------------------------------------------------------------- | ------------------------------- | --------------- | ------------ |
| 1606-001         | Trekvogelhabitat in het zuiden van Yancheng                    | 32° 55′ 55″ NB, 121° 1′ 1″ OL   | 144.839 ha      | 28.271 ha    |
| 1606-002         | Trekvogelhabitat in het noorden van Yancheng                   | 33° 33′ 18″ NB, 120° 36′ 5″ OL  | 43.804 ha       | 51.785 ha    |
| 1606bis-003      | Trekvogelhabitat bij Chongming Dongtan, Shanghai               | 31° 30′ 47″ NB, 121° 59′ 58″ OL | 7.504,71 ha     | 11.271,32 ha |
| 1606bis-004      | Oude bedding van het estuarium van de Gele Rivier, Shandong    | 38° 06′ 34″ NB, 118° 44′ 23″ OL | 14.472,25 ha    | 4.539,62 ha  |
| 1606bis-005      | Noordelijk deel van het estuarium van de Gele Rivier, Shandong | 37° 48′ 58″ NB, 119° 11′ 55″ OL | 8.524,62 ha     | 2.427,72 ha  |
| 1606bis-006      | Zuidelijk deel van het estuarium van de Gele Rivier, Shandong  | 37° 46′ 14″ NB, 119° 16′ 48″ OL | 5.214,62 ha     | 1.977,12 ha  |
| 1606bis-007      | Dawenliu, Shandong                                             | 37° 40′ 41″ NB, 119° 11′ 18″ OL | 44.091,6 ha     | 6.740,28 ha  |
| 1606bis-008      | Trekvogelhabitat in Nandagang wetland, Cangzhou, Hebei         | 38° 30′ 11″ NB, 117° 29′ 31″ OL | 2.922,92 ha     | 891,22 ha    |
| 1606bis-009      | Jiutou Hill, Hebei                                             | 38° 56′ 12″ NB, 121° 08′ 30″ OL | 768,2 ha        | 500,91 ha    |
| 1606bis-010      | Snake Island, Hebei                                            | 38° 57′ 6″ NB, 120° 58′ 42″ OL  | 323,95 ha       | 316,29 ha    |
| 1606bis-011      | Dayang River, Hebei                                            | 39° 48′ 6″ NB, 123° 38′ 9″ OL   | 8.578,14 ha     | 4.886,27 ha  |
| 1606bis-012      | Erdaogou, Hebei                                                | 39° 47′ 26″ NB, 123° 57′ 59″ OL | 8.666,76 ha     | 3.895,35 ha  |

De vogelreservaten maken deel uit van 's werelds grootste wadlopen en creëren zo een van de biologisch meest diverse kusten ter wereld. Ze bestaan onder andere uit delta's, zandbanken, rotsen, zoutpannen, visvijvers en rijstvelden. Het gebied is een verzamelplaats voor bedreigde en zeldzame trek- en watervogels, zoals de lepelbekstrandloper, de gevlekte groenpootruiter, de grote kanoet en de Siberische wulp.
In de aanvraag die door UNESCO is gepubliceerd en door China is opgesteld voor de erkenning van de vogelreservaten als werelderfgoed is de reden voor de opname als werelderfgoed het belang van de lokale waddenzee als verzamel-, rust- en broedplaats voor trekvogels op hun weg tussen Oost-Azië en Australië, en als broedplaats voor talloze soorten vis en schaaldieren. De vogelreservaten zouden daarom een wereldwijde betekenis hebben als ecosysteem voor deze gedeeltelijk bedreigde soorten.
Chinese Muur · Heilige berg Taishan · Verboden Stad · Paleis van Mukden · Mogaogrotten · Mausoleum van de eerste Qin-keizer · Vindplaats van de Pekingmens in Zhoukoudian · Berglandschap van Huang Shan · Jiuzhaigou-vallei · Huanglong · Wulingyuan · Bergresidentie en afgelegen tempels van Chengde · Tempel en begraafplaats van Confucius en het huis van de familie Kong in Qufu · Oud gebouwencomplex in de Wudangbergen · Historisch ensemble van het Potala-paleis in Lhasa · Jokhangtempel · Norbulingkatempel · Nationaal park Lushan · Landschap rond de berg Emei, inbegrepen het gebied van de Grote Boeddha van Leshan · Oude stad Lijiang · Oude stad Pingyao · Suzhou · Zomerpaleis, een keizerlijke tuin in Peking · Tempel van de hemel, een keizerlijk offeraltaar in Peking · Rotssculpturen van Dazu · Wuyigebergte · Oude dorpen in zuidelijk Anhui - Xidi en Hongcun · Keizerlijke paleizen van de Ming- en Qing-dynastieën in Peking en Shenyang · Grotten van Longmen · Qingcheng en Dujiangyan-irrigatiesysteem · Grotten van Yungang · Beschermd gebied van drie parallelle rivieren in Yunnan · Hoofdsteden en graven van het oude koninkrijk Koguryo · Historisch centrum van Macau · Reservaten van de reuzenpanda in Sichuan · Yinxu · Diaolou en dorpen in Kaiping · Zuid-Chinese karstlandschap · Tulou in Fujian · Nationaal park Sanqingshan · Wutai Shan · Cultuurlandschap van het Westelijke Meer van Hangzhou · Tian Shan in Xinjiang · Cultuurlandschap van rijstterrassen van de Hani in Honghe · Het Grote Kanaal · Zijderoute: het wegennetwerk van de Chang'an-Tiensjancorridor · Sites van de Tusi · Cultuurlandschap met rotstekeningen van Zuojiang Huashan · Hubei Shennongjia · Qinghai Hoh Xil · Gulangyu: een historische internationale nederzetting · Fanjingshan · Archeologische ruïnes van de stad Liangzhu · Trekvogelreservaten langs de kust van de Gele Zee en de Golf van Bohai · Quanzhou